# I Get It
«I Get It» es una canción de la banda estadounidense de metal alternativo Chevelle. Fue lanzado el 12 de junio de 2007 como el segundo sencillo de su cuarto álbum de estudio Vena Sera (2007). La canción fue anunciada en el sitio web de la banda para ser lanzada a las estaciones de radio el 12 de junio de 2007.

## Video musical
El video musical de "I Get It" se estrenó el 28 de noviembre en MTV2 en la hora de inicio de cada video musical que emitían.
El video marca la primera vez desde el video de la banda para "Mia" en 1999 que la banda no aparece en su video musical. El video fue dirigido por Shawn Foster bajo el nombre del equipo Citizens of Tomorrow. El concepto fue escrito por Jeff Hilliard.
El video muestra a un hombre en su trabajo (Jeff Hilliard). Su empleador (Paul Hughes) se mete con él con frecuencia. Planea un plan elaborado para vengarse de su jefe, que incluye disfrazarse de payaso, tomar fotografías de su jefe engañando a su esposa, hacer que un artista marcial mixto (interpretado por Josh Koscheck) ataque a su jefe y tatuar "Mr. Perfect" en la cabeza de su jefe.
El video muestra a dos comediantes y amigos de la banda, Jeff Hilliard y Paul Hughes. Ellos interpretan al protagonista y antagonista principal del video, respectivamente.

## Posicionamiento en lista
| Lista (2008)                            | Posición |
| --------------------------------------- | -------- |
| Canadá (Canada Rock)                    | 31       |
| Estados Unidos (Alternative Airplay)    | 4        |
| Estados Unidos (Bubbling Under Hot 100) | 18       |
| Estados Unidos (Mainstream Rock)        | 5        |